# Familiarità
Per familiarità in medicina si intende la trasmissione di determinate caratteristiche o proprietà tra individui di una stessa famiglia.
Si tratta di un concetto più ampio di ereditarietà genetica, dovendosi considerare fattori anche di natura psicologica, comportamentale e socioculturale. All'interno della famiglia si condividono ad esempio delle abitudini le quali possono avere un influsso sulla salute dei componenti, anche se giunti all'interno del nucleo familiare per adozione, quindi senza legame genetico significativo.
L'ipotesi della familiarità è stata utilizzata ad esempio per spiegare le cause della depressione.